# Lijst van voetbalinterlands Chili - Denemarken (vrouwen)
Deze lijst van voetbalinterlands is een overzicht van alle officiële voetbalinterlands tussen de nationale vrouwenteams van Chili en Denemarken. De landen hebben tot nu toe twee keer tegen elkaar gespeeld.

## Wedstrijden
| № | Plaats    | Datum           | Competitie                                     | Wedstrijd          | Uitslag |
| - | --------- | --------------- | ---------------------------------------------- | ------------------ | ------- |
| 1 | Coquimbo  | 23 januari 2010 | Vriendschappelijk                              | Chili − Denemarken | 1 − 2   |
| 2 | São Paulo | 8 december 2011 | International Women's Football Tournament 2011 | Denemarken − Chili | 4 − 0   |

## Samenvatting
| Competitie                                | Totaal gespeeld | Winst Chili | Gelijk | Winst Denemarken | Doelsaldo Chili – Denemarken |
| ----------------------------------------- | --------------- | ----------- | ------ | ---------------- | ---------------------------- |
| International Women's Football Tournament | 1               | 0           | 0      | 1                | 0 − 4                        |
| Vriendschappelijk                         | 1               | 0           | 0      | 1                | 1 − 2                        |
| Totaal                                    | 2               | 0           | 0      | 2                | 1 − 6                        |